# Dediul Roșca Codreanu
Dediul Roșca Codreanu s-a născut cam pe la 1696.
Este tatăl lui Ioan Roșca Codreanu și bunicul lui Gheorghe Roșca Codreanu și Neculai Roșca Codreanu.